# Sealed Knot
Il Sealed Knot è stata una società segreta realista che complottò per la restaurazione della monarchia durante l'Interregno inglese. Tra novembre 1653 e febbraio 1654 il Sealed Knot fu incaricato da Carlo II in esilio a Parigi di coordinare l'attività dei gruppi realisti clandestini e organizzare una rivolta contro il Protettorato di Cromwell.

## Rivolte
Il Sealed Knot fece dieci tentativi tra il 1652 e il 1659 di restaurare la monarchia. Le rivolte più grandi furono organizzate nel 1655 e nel 1659:
- La rivolta di Penruddock (1655) prende il nome da uno dei suoi organizzatori, John Penruddock. La rivolta, alla quale parteciparono circa 400 persone, fu rapidamente sedata dalle forze leali al Lord Protettore Oliver Cromwell e Penruddock fu decapitato nel maggio 1655.[1]
- La rivolta di Booth (1659) avvenne dopo la morte di Oliver Cromwell. Sebbene fosse nota al segretario di Stato John Thurloe, la rivolta ebbe un iniziale successo. Alla testa di circa 4000 uomini, Sir George Booth conquistò l'importante città di Chester, mentre i comandanti delle guarnigioni di Liverpool e Wrexham si unirono alla rivolta. Il 19 agosto un contingente del New Model Army comandato dal generale John Lambert sconfisse Booth alla battaglia di Winnington Bridge, nei pressi di Northwich.[4] La battaglia è considerata l'ultima della guerra civile inglese. Liverpool e Chester si arresero poco dopo. Booth fu catturato e brevemente imprigionato ma, alla Restaurazione degli Stuart, fu ricompensato con il titolo di pari del Regno.

## Fondatori
I membri fondatori del Sealed Knot erano:
- John Belasyse, 1º barone Belasyse (1614–1689)
- Sir William Compton (1625–1663; terzo figlio di Spencer Compton, 2º conte di Northampton)
- Henry Hastings, 1º barone Loughborough (1610–1666)
- Col. John Russell (1620–1687)
- Col. Sir Edward Villiers (1620–1689; padre di Edward Villiers, 1º conte di Jersey)
- Sir Richard Willis (1613/14–1690)